# Morey Amsterdam
Morey Amsterdam (nombre artístico de Moritz Amsterdam, Chicago, Illinois, 14 de diciembre de 1908-Los Ángeles, California, 27 de octubre de 1996) fue un comediante y actor televisivo estadounidense, conocido sobre todo por encarnar a Buddy Sorrell en The Dick Van Dyke Show a principios de la década de 1960.

## Inicios
Era el menor de los tres hijos de Max y Jennie (Finder) Amsterdam, inmigrantes judíos procedentes del Imperio Austrohúngaro. Empezó a trabajar en el vodevil en 1922 como acompañante en los números cómicos de su hermano. Además fue violonchelista, una aptitud que usó a lo largo de su carrera.
En 1924 trabajaba en un speakeasy perteneciente a Al Capone. Tras haberse encontrado atrapado en un tiroteo, Amsterdam decidió trasladarse a California y ganarse la vida escribiendo chistes. Su enorme repertorio y su habilidad para hacer chistes con cualquier tema le valieron el apodo de La máquina de chistes humana, y a veces actuaba con una máquina fingida en el pecho. Le daba a una manivela y salía un papel, que se suponía que era un nuevo chiste.

## Radio
En los años treinta Amsterdam actuó con regularidad en el show radiofónico de Al Pearce, y en 1937 era el maestro de ceremonias de The Night Club of the Air. También escribía canciones, entre ellas "Why Oh Why Did I Ever Leave Wyoming." También adquirió los derechos de la popular "Rum and Coca-Cola", canción escrita por Lord Invader. Amsterdam perdió en una demanda sobre los derechos de la canción. A principios de la década de 1940 también fue guionista, contribuyendo en los diálogos de dos películas de los East Side Kids, y en 1947 participaba en tres programas radiofónicos diarios. A partir de 1948 además actuó en el show Stop Me If You've Heard This One. The Morey Amsterdam Show se emitió en la cadena de radio CBS entre el 10 de julio de 1948 y el 15 de febrero de 1949.

## Televisión

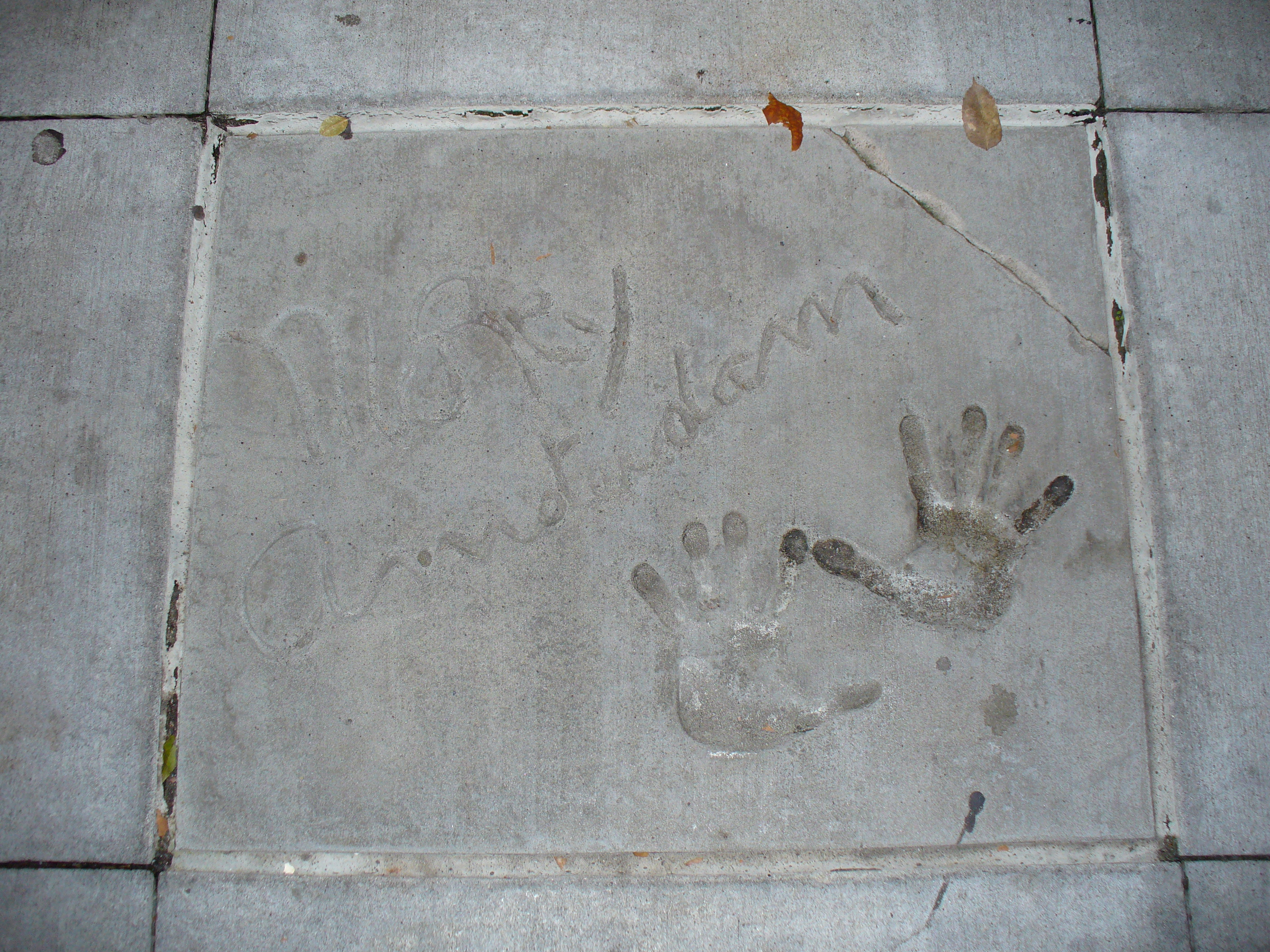
Las palmas de las manos de Morey Amsterdam en frente de Fantasmic! en el Disney's Hollywood Studios del parque temático Walt Disney World Resort

The Morey Amsterdam Show se emitió en la cadena televisiva CBS entre diciembre de 1948 y marzo de 1949 y en DuMont Television Network entre abril de 1949 y octubre de 1950. Entre los invitados regulares de Ámsterdam se encontraban Art Carney y la actriz y escritora Jacqueline Susann, esposa del productor del show, Irving Mansfield.
En 1950 presentó brevemente el show de variedades y comedia Broadway Open House, en franja late-night en la NBC. Fue una de las pioneras creaciones del presidente de la NBC, Sylvester "Pat" Weaver, que sentó las bases para el desarrollo del posterior The Tonight Show. El show iba a ser presentado por el cómico Don Hornsby, pero falleció a causa de una poliomielitis dos semanas antes de la primera emisión. Los sustitutos de Hornsby, presentando diferentes noches cada semana, fueron Amsterdam y Jerry Lester, hermano del actor de carácter Buddy Lester. Sin embargo, Amsterdam pronto salió del show, dejando a Lester como único presentador.
En 1957 fue Jack Connors en el episodio "The Pretenders" de la sitcom televisiva How to Marry a Millionaire, con Barbara Eden y Merry Anders.
Su papel más conocido fue el del guionista Buddy Sorrell en The Dick Van Dyke Show (1961–66), un papel sugerido para él por su amiga Rose Marie, que también actuaba en el show. Amsterdam escribió la letra del tema musical del programa.
Amsterdam fue panelista ocasional de Match Game en los años setenta. También actuó en la serie The Young and the Restless en la década de 1990. Amsterdam y Rose Marie fueron más adelante panelistas en The Hollywood Squares, y también participaron en un episodio en febrero de 1996 en la sitcom de la NBC Caroline in the City, siendo esta la última actuación de Ámsterdam para la televisión.

## Cine
Para el cine fue Cappy, propietario del nightclub local, en la serie de películas de la década de 1960 Beach Party. Amsterdam y Rose Marie también trabajaron juntos en el film de 1966 Don't Worry, We'll Think of a Title, una comedia coescrita y coproducida por Amsterdam. En este film trabajaba Richard Deacon, compañero de reparto en The Dick Van Dyke Show, con un cameo del coproductor del show, Danny Thomas. En 1958 Morey actuó en la película de bajo presupuesto Machine-Gun Kelly, con Charles Bronson, y en 1960 hizo un notable papel dramático en Murder, Inc. (El sindicato del crimen).

## Fallecimiento
Amsterdam falleció a causa de un infarto agudo de miocardio en Los Ángeles, California, en 1996, a los 87 años de edad. Fue enterrado en el Cementerio Forest Lawn Memorial Park de Hollywood Hills.